# Taiga Ishiura
Taiga Ishiura (石浦 大雅 Ishiura Taiga?, Tokio, 22 de noviembre de 2001) es un futbolista japonés que juega como centrocampista en el Ehime FC.

## Trayectoria
En 2019 se unió al Tokyo Verdy. Jugó más de 50 partidos en cuatro años y para la temporada 2023 fue cedido al Ehime FC, equipo al que regresó en 2024.

## Clubes
| Club              | País  | Año       |
| ----------------- | ----- | --------- |
| Tokyo Verdy       | Japón | 2019-2023 |
| Ehime FC (cedido) | Japón | 2023      |
| Ehime FC          | Japón | 2024-     |